# Мальта на летних Олимпийских играх 1960
Мальта принимала участие в Летних Олимпийских играх 1960 года в Риме (Италия), но не завоевала ни одной медали. Страна вернулась к участию в Олимпиадах после двенадцатилетнего перерыва (с 1948 года).

## Результаты соревнований

### Велоспорт
Спортсменов — 2

#### Шоссейный велоспорт
| Соревнование    | Спортсмены                               | Время          | Место          |
| --------------- | ---------------------------------------- | -------------- | -------------- |
| Групповая гонка | Пол Камильери                            | 4:20:57        | 41             |
| Групповая гонка | Джон Бугея                               | Не финишировал | Не финишировал |
| Групповая гонка | Джозеф Полидано                          | Не финишировал | Не финишировал |
| Командная гонка | Джон Бугея Пол Камильери Джозеф Полидано | 2:44:35,56     | 29             |

### Парусный спорт
Спортсменов — 3
| Команда                                | Класс    | Гонки | Гонки | Гонки | Гонки | Гонки | Гонки | Гонки | Очки | Место |
| Команда                                | Класс    | 1     | 2     | 3     | 4     | 5     | 6     | 7     | Очки | Место |
| -------------------------------------- | -------- | ----- | ----- | ----- | ----- | ----- | ----- | ----- | ---- | ----- |
| Джон Рипард Пол Рипард (яхта «Меропа») | Звёздный | 136   | 215   | 136   | 215   | DSQ   | 101   | 370   | 1173 | 25    |
| Альфред В. Борда                       | Финн     | 154   | 265   | 198   | 344   | 183   | 101   | 154   | 1314 | 34    |

### Плавание
Спортсменов — 2
Мужчины
| Дисциплина           | Спортсмены        | Первый раунд | Первый раунд | Полуфинал | Полуфинал | Финал     | Финал     |
| Дисциплина           | Спортсмены        | Результат    | Место        | Результат | Место     | Результат | Место     |
| -------------------- | ----------------- | ------------ | ------------ | --------- | --------- | --------- | --------- |
| 100 м вольным стилем | Альфред Гриксти   | 1:07,8       | 50           | Не прошёл | Не прошёл | Не прошёл | Не прошёл |
| 100 м вольным стилем | Кристофер Доулинг | 1:08,9       | 51           | Не прошёл | Не прошёл | Не прошёл | Не прошёл |

### Стендовая стрельба
Спортсменов — 2
| Спортсмен   | Квалификация           | Квалификация           | Финал                  | Финал                  |
| Спортсмен   | Результат              | Место                  | Результат              | Место                  |
| ----------- | ---------------------- | ---------------------- | ---------------------- | ---------------------- |
| Вензу Велла | Не прошёл квалификацию | Не прошёл квалификацию | Не прошёл квалификацию | Не прошёл квалификацию |
| Джозеф Греч | Не прошёл квалификацию | Не прошёл квалификацию | Не прошёл квалификацию | Не прошёл квалификацию |